# Oued Loukos
Der Oued Loukos (arabisch واد لوكوس, DMG Wād Lūkūs) ist einer der längsten und wasserreichsten Flüsse Marokkos.

## Geographie
Der ca. 176 km lange Oued Loukos entspringt im Rif-Gebirge südlich von Chefchaouen, verläuft dann in südwestlicher Richtung, wo er südöstlich von Ksar-el-Kebir zu einem großen Stausee aufgestaut wird. Anschließend schwenkt er nach Nordwesten, um nach einigen Mäandern bei Larache/Lixus in den Atlantik zu münden.

## Wirtschaft
Der niemals trockenfallende Oued Loukos ist von großer Bedeutung für die Bewässerung der fruchtbaren landwirtschaftlichen Flächen in der Gharb-Ebene, die zu den ertragreichsten Anbaugebieten ganz Marokkos gehört. In seinem flachen Mündungsbecken wird in Salinen Meersalz gewonnen.

## Geschichte
Auf einem Hügel oberhalb der – in der Antike etwa einen Kilometer weiter nördlich gelegenen – Flussmündung gründeten die Phönizier – vielleicht schon um 1100 v. Chr. – ihre Stadt Lixus, die nach der Einnahme Karthagos (146 v. Chr.) bzw. nach dem Ende des Königreichs Mauretanien an die Römer fiel und von diesen mit Bauten (darunter auch ein Theater/Amphitheater) reich ausgestattet wurde. Wichtigste Exportartikel in römischer Zeit waren Getreide, Oliven und Garum, eine Gewürztunke auf Fischbasis, die zu vielen Gerichten der römischen Küche als Beilage gereicht wurde. Der antike Hafen lag unweit der – heute noch sichtbaren – Garum-Becken.
Im Jahre 1578 fand am Oued Makhazen – einem Nebenfluss des Loukos – nördlich von Ksar-el-Kebir eine für die weitere Geschichte Portugals und Marokkos folgenreiche Schlacht statt, in deren Verlauf der erst 24-jährige portugiesische König Sebastian I. getötet wurde. Da er unverheiratet war und keinen Thronfolger hinterließ, wurde Portugal von 1580 bis 1640 in Personalunion mit Spanien vereint. Das Hinterland Marokkos wurde fortan, d. h. bis zum Beginn der Kolonialzeit, von den europäischen Mächten nicht mehr angegriffen.
Bereits im Jahr 1489 hielten die Portugiesen kurzzeitig den südlich der durch Naturkräfte verlagerten neuen Flussmündung gelegenen Hügel mit dem kleinen Ort El Araïch besetzt. Die Spanier übernahmen diesen Platz von 1610 bis 1689 und bauten ihn zu einer Festung aus. Während der spanischen Protektoratszeit nannten Spanier und Franzosen die Stadt „Larache“.